# Xavier de Torres
Xavier Navarro de Torres és un pintor i escultor nascut a Barcelona el 1956, amb estudi taller al parc natural del Cap de Gata, on ha treballat basalt des del 1981, ja sigui de la Garrotxa o andalús, i pedres sorrenques i marbres de Macael. > Fa escultures que es donen com a premis, Algunes de les seves obres han estat concedides a personatges del món de la cultura i l'art com Joe Zawinul, Rosa Maria Calaf, Mario Benedetti, Diego Manrique, Jorge Pardo, el Jueves, Baltasar Garzón, Wayne Shorter, o entitats com la Fundació Vicente Ferrer.